# Euxoa cocklei
Euxoa cocklei är en fjärilsart som beskrevs av Smith 1908. Euxoa cocklei ingår i släktet Euxoa och familjen nattflyn. Inga underarter finns listade i Catalogue of Life.